# Abel Martínez
Abel Martínez – nikaraguański zapaśnik walczący w stylu wolnym. Srebrny medalista igrzysk Ameryki Środkowej i Karaibów w 1990. Wicemistrz Ameryki Centralnej w 1990 roku.